# Битва при Монтаперті (1260)
Битва при Монтаперті — бій, що відбувся 4 серпня 1260 року поблизу містечка Монтеаперті між ґвельфами і ґібелінами. Вважається найкривавішим військовим зіткненням середньовічної Італії.

## Передумови
Гвельфи та гібеліни були ворогуючими фракціями в Італії протягом XII—XV століть виступали, відповідно, на боці папства або Священної Римської імперії.
У середині XIII століття гвельфи панували у Флоренції, тоді як гібеліни контролювали Сієну. У 1258 році гвельфам вдалося вигнати з Флоренції останніх гібелінів, які мали будь-яку реальну владу. Після цього відбулося вбивство Тезауро Бекхаріа, абата Валломбрози, якого звинуватили в плануванні повернення гібелінів.
Ворожнеча досягла піку через два роки, коли флорентійці за допомогою своїх тосканських союзників (Болонья, Прато, Лукка, Орв'єто, Сан-Джиміньяно, Сан-Мініато, Вольтерра та Колле-ді-Валь-д'Ельза) зібрали під Сієною армію з приблизно 35 000 чоловік (включаючи 12 генералів). Сієнці покликали на допомогу сицилійського короля Манфреда, який надав контингент найманної німецької важкої кавалерії, а також міста Піза та Кортона. Сієнські війська очолив Фаріната дельї Уберті, флорентійський гібелін у вигнанні. Однак навіть з цими підкріпленнями, сієнці змогли зібрати лише армію чисельністю менше 20 000 чоловік.